# Jean Labé
Jean Labé, né en 1948, est un ancien exploitant de salles de cinéma. Il a été président de la Fédération nationale des cinémas français pendant vingt-cinq ans. Il est décoré de la Légion d'honneur en 2013. Il a été exploitant dans l'Essonne et à Auxerre dans l'Yonne. Il est président d'honneur de la FNCF.

## Carrière
D'abord professeur de lettres, il s'investit très vite dans l'exploitation, avec le cinéma Le Palace à Brunoy puis le Buxy à Boussy-Saint-Antoine. En 1991, il rachète avec sa femme Maryse le cinéma Casino, qu'ils agrandiront pour en faire un multiplex de huit salles.
Parallèlement, il commence une activité syndicale et intègre la Fédération nationale des cinémas français dont il sera élu président en 1988, fauteuil qu'il quittera en janvier 2013.
Durant sa carrière, il est également vice-président de l'AFCAE, et vice-président de l'UNIC, l'Union Internationale des cinémas. En 2001, il prend la tête du BLIC, le Bureau de liaison des industries cinématographiques. À ce sujet, Gilbert Grégoire écrit sur le travail de Jean Labé dans son livre Notre cher cinéma, à la conquête du modèle français, 1975-2006.
En 2011, l'UNIC lui décerne un Achievement Award.
En 2013, Le Film français lui consacre un cahier spécial intitulé Jean Labé : 25 ans d'exploitation racontée (no 3524 du 22 mars 2013). En avril de la même année, Nicolas Seydoux lui remet la légion d'honneur à la Cinémathèque.
Son rôle a été de défendre les intérêts des exploitants de salles de cinéma, devant les institutions publiques comme privées, ainsi que concilier les intérêts des petites salles avec ceux des grands groupes comme Les Cinémas Pathé Gaumont, CGR, UGC. Il a notamment travaillé sur la chronologie des médias, la loi Hadopi et la transition au numérique.